# A Kind of Magic (serie de TV)
A Kind of Magic (Mi Familia Mágica en español) es una serie infantil que era anteriormente producida en el canal Disney Channel y France 3 con la asociación con Xilam , luego fue trasladado a Jetix y luego fue retirada del aire con el estreno de Disney XD. La trama se centra básicamente en Tom y su familia que viven en el mundo real luego de que fueran expulsados del País de los Cuentos y ahora deberán ser una familia común y corriente, pero la magia siempre va a estar y eso causa problemas a la familia.

## Argumento
Tom, Cindy, Willow, Gregorio y Ferocia eran personajes secundarios de cuentos de hadas que cometieron el grave error de quitarle el protagonismo a los personajes principales. Ahora, las autoridades del País de los Cuentos de Hadas los han expulsado y enviado al mundo real para que se las arreglen por sí solos en la gran ciudad.
Sin preparación alguna e incapaces de sobrevivir en el nuevo entorno, se unen y deciden formar una familia muy particular: Gregorio, el supuesto padre, está obsesionado con las dietas y el ejercicio, y no logra conservar ningún trabajo; Willow, la madre-hada, intenta solucionar los problemas familiares con una varita mágica que sólo trae más problemas; Cindy pateará al estilo karate a quien se atreva a cruzarse en su camino; ferocia, la tía bruja sin magia, gruñira a las situaciones hermosas y cariñosas, hasta que a veces se pone feliz cuando algo malo pasa o pasara y el pequeño Tom es el único capaz de mantener a su familia a salvo... y en el anonimato.

## Personajes

### Principales

#### Tom
Tom es un elfo es muy listo, espontáneo y pícaro, Tom tiene la astucia de un chico que ha tenido que cuidarse a sí mismo desde muy temprana edad. Gracias a su imaginación sin límites y su instinto para reaccionar con rapidez, es capaz de convencer a quien sea de lo que sea. Este recurso es muy útil para ayudar a su distraída familia, que siempre se olvida que ya no vive en un mundo de criaturas mágicas.

#### Willow
Willow es un hada mágica y la madre de Cindy y Tom; A pesar de haber sido expulsada del único hogar que conoció, Willow no se preocupa. Aún vive con Gregorio y su familia y conserva su eterno optimismo, como resultado de haber vivido en la tierra de los finales felices. Confía en que el Bien siempre triunfara sobre el Mal. Es ligera y despreocupada y no suele afligirse demasiado por nada.

#### Gregorio
Gregorio es un ogro del bosque, padre de Cindy y Tom y esposo de Willow, le cuesta vivir la dura realidad económica del mundo real. Es un padre dulce, bondadoso y delicado. Tiene mayor sentido de la responsabilidad que su esposa Willow, pero ambos están tan desconectados de la realidad que los niños suelen ser los que resuelven los problemas creados por sus padres.

#### Cindy
Cindy es la Obstinada, rebelde y muy romántica hija de Willow y Gregorio, a diferencia del resto de la familia Cindy no posee poderes, Cindy sabe que la espera un futuro mejor. En la Tierra de los Cuentos de Hadas, era la encargada de limpiar las cloacas del reino, pero en el mundo real sueña con grandes proyectos y una vida más agradable. Como todas las adolescentes, ansía ser aceptada por el resto de las chicas de la escuela. En general, se opone al uso de la magia por parte de su familia.

#### Ferocia
Ferocia es la hermana de Willow y la cuñada de Gregoria, tía de Tom y Cindy; Ella es una terrible y malvada bruja que a diferencia de los otros miembros de la familia, la bruja cree que su éxito es insoportable. Siente nostalgia por su viejo país y sueña con encontrar la manera de recuperar sus poderes y regresar al reino para hacer estragos y reinstalar el terror. Odia casi todo lo del mundo real, excepto los crímenes, los reality show y conducir su motocicleta. Siempre está de mal humor y grita con furia al hablar.

#### Su Alteza
Es la mascota de Tom. Es un príncipe que fue transformado en un sapo extremadamente feo, pero siempre lleva una expresión alterada y se mueve con aires de príncipe. A pesar de su apariencia de bajo perfil, es un verdadero snob. Se niega a cazar insectos y vive en el baño de agua mineral.

### Secundarios

#### Tío Genio
Siempre viaja por la red de comunicaciones y la mayorías de las veces sale del celular de Cindy. Ayuda a su sobrino Tom en las situaciones. Es muy amigable y un tío que se preocupa por los demás.

#### Amigo de Tom
Es un compañero de Tom. No sabe de que la familia de su amigo es una familia de cuentos de hadas, y a veces piensa que Tom le guarda secretos, lo que lo lleva a enojarse con él o desconfíe de su amigo.

#### Hija de la vecina
Una niña que ve siempre cosas extrañas cuando alguno de la familia sale o va a entrar a la casa. Cuando se asombra por algo mágico, grita llamando a su mamá para contarle o mostrarle lo que ha visto, pero esta nunca ve lo que pasó.

#### Abuela y Abuelo
Son unos ogros olorosos y malolientos. Siempre quieren ver que la familia sea como una familia de apestosos, groseros y voraces, cosas que no son. La mayoría de las veces quieren educar a su nieto con lecciones de ogros como cazar animales para comer, oler mal, etc.

## Episodios
1. Las Lagunas de la Memoria
2. Conoce a mis Padres
3. Confianza
4. Enmarcado
5. Gran Amor
6. Tío Sandman
7. El Ventrílocuo
8. El Polvo de los Deseos
9. Qué Dientes tan Grandes Tienes
10. Fea, Ociosa y Desagradable
11. Cuando un Ogro Ama a una Hada
12. Una Vida de Perros
13. Una Boda de Cuento de Hadas
14. La Verdad, Nada más que la Verdad
15. Una Visita Incómoda
16. Asuntos Familiares
17. Peekaboo Tom
18. El Entierro de la Varita
19. Adorable Dragón
20. Canguro
21. Todo lo que Quiera
22. Papá Cool
23. Congelador
24. Mosquito Hadas
25. Sólo un Niño
26. Hogar Dulce Hogar

## Doblaje

### Doblaje Latinoamérica
- Tom - Klaudia Kotte
- Willow - Ana Rocío Bermúdez
- Gregorio - John Grey
- Ferocia - Adriana González
- Cindy - Ximena Medina
- Espejo - Gonzalo Eduardo Rojas
- Su Alteza - José Manuel Cantor
- Encantador - Carlos Camargo
- Genio - Alexander Páez
- Candy - Diana Carolina Suárez
- Sra. Lumberg - Vilma Vera

Dirección - Gustavo Restrepo
Estudio - Centauro Comunicaciones

## Curiosidades
La canción principal es una copia de la canción A Kind Of Magic de la banda de Rock Queen. Por lo cual en inglés la serie se llama así.

## Enlace exterior
- Sitio oficial de Mi Familia Mágica

- Datos: Q731276